# Malechowo (powiat sławieński)
Malechowo (niem. Malchow) – wieś w północnej Polsce położona w województwie zachodniopomorskim, w powiecie sławieńskim, w gminie Malechowo przy drodze krajowej nr 6.
Miejscowość jest siedzibą gminy Malechowo.
W miejscowości jest remiza, jednostka Ochotniczej Straży Pożarnej włączona jest do krajowego systemu ratowniczo-gaśniczego.
Siedziba klubu piłkarskiego Arkadia Malechowo oraz Muzeum Techniki Wojskowej - prywatnej kolekcji sprzętu militarnego.
W latach 1954–1972 wieś należała i była siedzibą władz gromady Malechowo. W latach 1975–1998 wieś położona była w województwie koszalińskim.

## Zabytki
- kościół z XV wieku, zbudowany na planie prostokąta, o trókątnych szczytach znaczonych blendami, w wystroju renesansowy ołtarz, barokowa ambona i chrzcielnica[6].